# 古本説話集
古本説話集（こほんせつわしゅう）は、平安末期か、遅くとも鎌倉初期には成立したと見られる説話集。具体的な成立時期は大治年間（1126年－1131年）など諸説がある。
梅沢記念館旧蔵本（上下2冊）のみが確認されている孤本で、個人での所有がつづき長い間その存在が公開されることなく埋もれていたが、1943年（昭和18年）に世に出て、国宝鑑査官の田山方南（田山信郎）により「古本説話集」と暫定的に命名された。表紙が脱落し内題・外題が無く、編者・原書名ともに未詳で、写本そのものの制作時期は鎌倉時代中期とされる。
重要文化財に指定されており、1951年（昭和26年）以後、原本の所有者となった梅沢記念館で所蔵されていたが、現在は東京国立博物館が所蔵している。

## 内容
前半は世俗説話46話、後半は仏法説話24話を収録。有名な説話集『今昔物語集』、『宇治拾遺物語』、『世継物語』、また『醒睡笑』と共通する説話を多く有する。
世俗説話には、紀貫之・凡河内躬恒・藤原公任・和泉式部・赤染衛門・伊勢大輔・大斎院ら王朝時代を代表する人物たちが登場し、和歌を中心とする宮廷社会の風雅な逸事を集める。仏法説話には、観音菩薩などの霊験譚や、寺院の縁起譚、往生譚、怪異譚などがある。

## 翻刻など
岩波文庫のほか、日本古典全書（朝日新聞社）や新日本古典文学大系（岩波書店）に注釈付きで収録されている。また、講談社学術文庫からは全訳が刊行されている。